# Чернещинська сільська рада (Зачепилівський район)
Черне́щинська сільська́ ра́да — адміністративно-територіальна одиниця та орган місцевого самоврядування в Зачепилівському районі Харківської області. Адміністративний центр — село Чернещина.

## Загальні відомості
- Чернещинська сільська рада утворена в 1924 році.
- Територія ради: 73,17 км²
- Населення ради: 1 661 особа (станом на 2001 рік)
- Територією ради протікає річка Орчик.

## Населені пункти
Сільській раді підпорядковані населені пункти:
- с. Чернещина
- с. Новоселівка
- с. Письмаківка

## Склад ради
Рада складається з 16 депутатів та голови.
- Голова ради: Волжан Світлана Миколаївна
- Секретар ради: Пискун Любов Миколаївна

### Керівний склад попередніх скликань
| Прізвище, ім'я, по батькові | Основні відомості                                                          | Дата обрання | Дата звільнення |
| --------------------------- | -------------------------------------------------------------------------- | ------------ | --------------- |
| Огар Василь Іванович        | Сільський голова, 1960 року народження, член Соціалістичної партії України | 26.03.2006   | 31.10.2010      |
| Волжан Світлана Миколаївна  | Сільський голова, 1978 року народження, освіта вища, член Партії регіонів  | 31.10.2010   |                 |

Примітка: таблиця складена за даними сайту Верховної Ради України

### Депутати
За результатами місцевих виборів 2010 року депутатами ради стали:

#### За суб'єктами висування
| Суб'єкт висування                                       | Кількість обраних депутатів | %    |
| ------------------------------------------------------- | --------------------------- | ---- |
| Партія регіонів                                         | 11                          | 68,8 |
| Самовисування                                           | 2                           | 12,5 |
| Народна партія                                          | 1                           | 6,3  |
| Політична партія Всеукраїнське об'єднання «Батьківщина» | 1                           | 6,3  |
| Політична партія «Наша Україна»                         | 1                           | 6,3  |

#### За округами
| № округу                                                | Прізвище, ім'я, по батькові  | Дата визнання обраним | Освіта             | Партійна приналежність                        | Відомості про обраного депутата                |
| ------------------------------------------------------- | ---------------------------- | --------------------- | ------------------ | --------------------------------------------- | ---------------------------------------------- |
| Народна Партія                                          |                              |                       |                    |                                               |                                                |
| 2                                                       | Перерва Любов Іванівна       | 05.11.2010            | середня спеціальна | член Народної партії                          | Ощадбанк с. Чернещина, касир -контролер        |
| Партія регіонів                                         |                              |                       |                    |                                               |                                                |
| 1                                                       | Огар Любов Іванівна          | 05.11.2010            | вища               | член Партії регіонів                          | Черне- щинської сільської ради, касир          |
| 3                                                       | Пискун Любов Миколаївна      | 05.11.2010            | середня            | член Партії регіонів                          | Чернещинська сільська рада, секретар           |
| 5                                                       | Іванова Зоя Миколаївна       | 05.11.2010            | середня спеціальна | член Партії регіонів                          | Чернещинська сільська бібліотека, завідувачка  |
| 6                                                       | Оданець Сергій Миколайович   | 05.11.2010            | середня спеціальна | позапартійний                                 | тимчасово не працює                            |
| 7                                                       | Тютюнник Валентина Іванівна  | 05.11.2010            | середня спеціальна | член Партії регіонів                          | Чернещинська Сзагальноосвітня школа, завгосп   |
| 11                                                      | Лисяк Ольга Михайлівна       | 05.11.2010            | вища               | член Партії регіонів                          | тимчасово не працює                            |
| 12                                                      | Мандибула Сергій Андрійович  | 05.11.2010            | середня спеціальна | позапартійний                                 | тимчасово не працює                            |
| 13                                                      | Жура Володимир Іванович      | 05.11.2010            | вища               | позапартійний                                 | тимчасово не працює                            |
| 14                                                      | Шовкопляс Людмила Миколаївна | 05.11.2010            | середня спеціальна | член Партії регіонів                          | Новоселівська АСМ, медична сестра ЗПСМ         |
| 15                                                      | Захожий Сергій Іванович      | 05.11.2010            | вища               | позапартійний                                 | тимчасово не працює                            |
| 16                                                      | Олешко Тетяна Леонідівна     | 05.11.2010            | вища               | член Партії регіонів                          | Чернещинська Сзагальноосвітня школа, директор  |
| Політична партія Всеукраїнське об'єднання «Батьківщина» |                              |                       |                    |                                               |                                                |
| 9                                                       | Обихвост Сергій Іванович     | 05.11.2010            | середня            | член Всеукраїнського об'єднання «Батьківщина» | СТОВ «Руновщина», охоронець                    |
| Політична партія «Наша Україна»                         |                              |                       |                    |                                               |                                                |
| 4                                                       | Герасименко Тамара Іванівна  | 05.11.2010            | середня спеціальна | член Політичної партії «Наша Україна»         | пенсіонер                                      |
| Самовисування                                           |                              |                       |                    |                                               |                                                |
| 8                                                       | Ліскевич Тетяна Григорівна   | 05.11.2010            | вища               | позапартійна                                  | Новоселівська сільська бібліотека, завідувачка |
| 10                                                      | Педько Любов Миколаївна      | 05.11.2010            | вища               | позапартійна                                  | тимчасово не працює                            |

## Населення
Згідно з переписом УРСР 1989 року чисельність наявного населення сільської ради становила 1828 осіб, з яких 779 чоловіків та 1049 жінок.
За переписом населення України 2001 року в селі мешкало 1615 осіб.

### Мова
Розподіл населення за рідною мовою за даними перепису 2001 року:
| Мова       | Відсоток |
| ---------- | -------- |
| українська | 95,85 %  |
| російська  | 3,73 %   |
| вірменська | 0,30 %   |
| молдовська | 0,06 %   |